# Femke Hermans
Femke Hermans (5 februari 1990) is een Belgisch boksster.

## Levensloop
In januari 2016 werd Hermans prof en vocht ze haar eerste kamp met succes tegen de Bulgaarse Galina Giumliska. Hieraan voorafgaand was ze actief in het voetbal (DAVO Puurs) en in het thaiboksen. Ook won ze reeds twee keer de Belgische titel bij de amateurs. In oktober 2016 werd ze zowel Belgisch als Benelux-kampioene te Middelkerke tegen de Georgische Elene Sikmashvilli. In januari 2017 versloeg ze te Asse de Bulgaarse Borislava Goranova en won zo de WBF-titel. In oktober 2017 versloeg ze de Tsjechische Ester Konecna te Erembodegem.
In mei 2018 versloeg ze in Augsburg de Duitse Nikki Adler en kroonde ze zich tot WBO-kampioene bij de supermiddengewichten (-76 kg). Een eerdere poging in maart van dat jaar tegen de Amerikaanse Alicia Napoleon in New York was onsuccesvol. In juli 2018 versloeg Hermans de Keniaanse Florence Muthoni in het Roosdaal en in  september de Tsjechische Ester Konecna te Beersel.
In december 2018 kwam ze in Los Angeles uit tegen de Amerikaanse Claressa Shields in een strijd om de wereldtitel van de WBA, IBF en de WBC. Het was echter Shields die na tien rondes (8-0, 2 KO's) door de jury als winnares werd uitgeroepen. en in maart 2019 verloor ze de strijd om de IBF-titel te Roosdaal tegen de Zweedse Elin Cederroos.
In oktober 2020 versloeg Hermans de Bulgaarse Marinova Borislava te Roosdaal. In april 2022 verloor de Belgische boksster de kamp voor de WBO-wereldtitel bij de middengewichten (tussen 69,853 en 73,028 kg) van de Britse Savannah Marshall. In december 2022 versloeg ze op beslissing van de jury de Canadese Mary Spencer in Quebec en veroverde daarmee de IBO-wereldtitel bij de superweltergewichten. Op 17 juni 2023 verdedigde de Belgische wereldkampioene met succes haar titel in een kamp in het Belgische Roosdaal. Na 2 minuten in de eerste ronde sloeg ze haar tegenstandster Maria Lindberg uit Zweden KO. Op 11 oktober 2023 kreeg Mary Spencer een herkansing tegen Hermans in een kamp in het casino van Montréal, maar verloor alweer. Naast de succesvolle verdediging van haar IBO-wereldtitel, kreeg Hermans ook de vacante IBF-wereldtitel.
Hermans is woonachtig te Steenhuffel.